# Joannis Avramidis
Joannis Avramidis (en griego: Ιωάννης Αβραμίδης; Batumi, 23 de septiembre de 1922-Viena, 16 de enero de 2016) fue un escultor greco-austriaco.

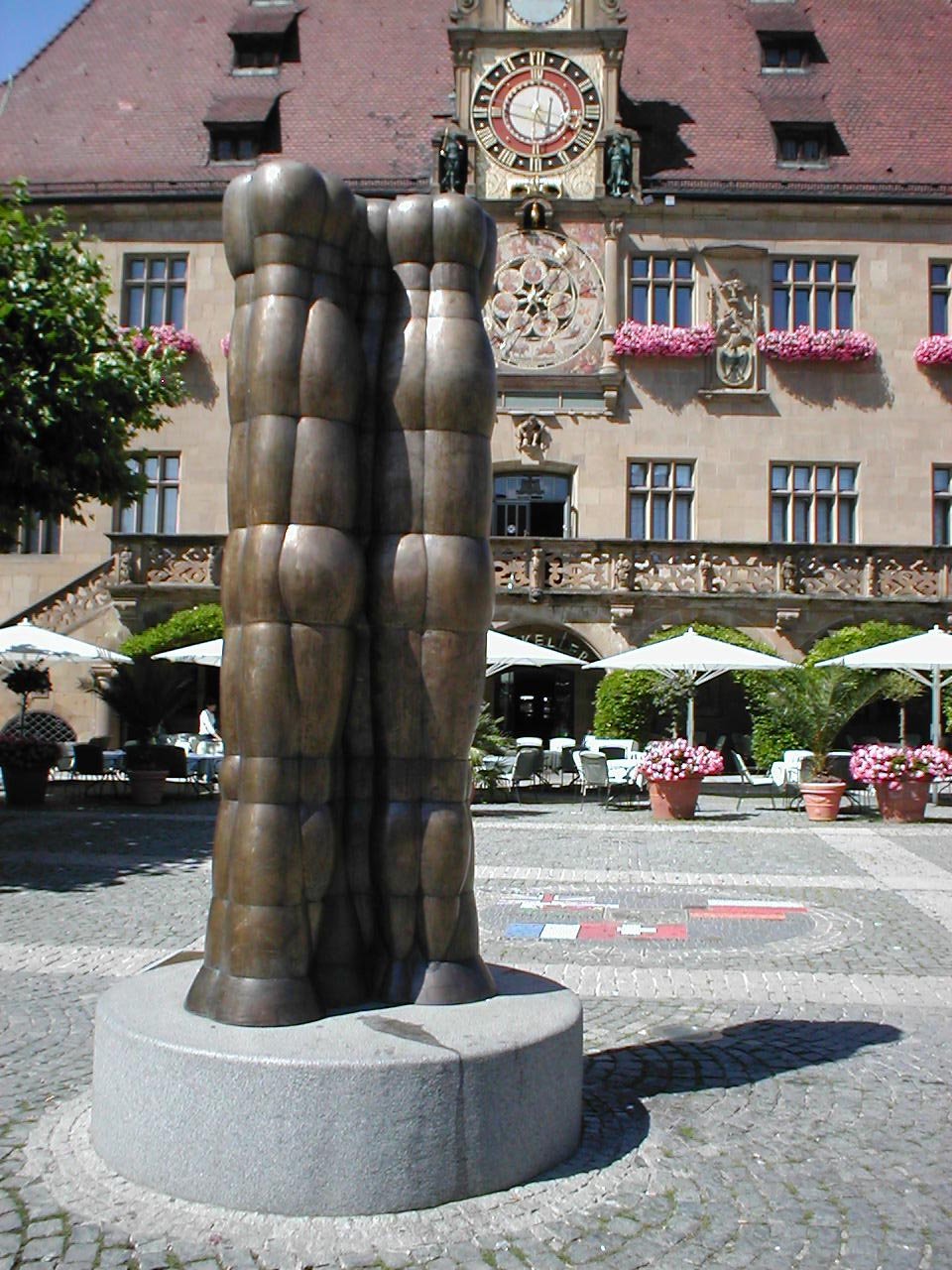
escultura en Heilbronn, Alemania.

## Datos biográficos
Joannis Avramidis era hijo de oriundos griegos pónticos nacidos en Batumi (URSS). Joannis Avramidis comenzó su formación artística en la Academia de Arte de su ciudad natal. La persecución y muerte bajo arresto de su padre en 1939, obligó a la familia a emigrar a Grecia; tuvo entonces que interrumpir sus estudios iniciados en 1937. Avramidis llegó como trabajador extranjero a Viena en 1943; estudió desde 1945 hasta 1949 pintura en la Academia y de 1953 a 1956 escultura con Robin Christian Andersen y Fritz Wotruba.
A finales de 1950 ya era un artista famoso, que a partir de las formas del cuerpo humano, creó figuras abstractas. Representó a Austria en la Bienal de Venecia 1962. En el curso académico de 1965/66, fue profesor en la Academia de Bellas Artes de Viena; en el curso de 1966/67 trabajó como profesor en Hamburgo. A partir de 1968 trabajó como profesor en la Academia de Bellas Artes de Viena, hasta 1992. Entre sus alumnos estuvieron, entre otros, Reinhard Puch.

## Selección de obras
- Grosse Figur (1958), parque de esculturas del Museo Kröller-Müller en Otterlo
- Figur I (1959), parque de esculturas del Instituto Städel en Fráncfort del Meno
- Figur (1963), Österreichischer Skulpturenpark
- Große Figur 1 (1963), Skulpturenpark Sammlung Domnick en Nürtingen
- Polis (1965/68), Neue Nationalgalerie/Kulturforum Skulpturen en Berlín
- Großer Dreiergruppe für Agora (1980), Marktplatz en Heilbronn
- Große Figur (1982), Bamberg